# Lago Gardo
Der Lago Gardo (italienisch) ist ein 90 m langer, 50 m breiter und 1,5 m tiefer See an der Scott-Küste des ostantarktischen Viktorialands. Er liegt 2,8 km nordöstlich des Mount Gerlache an der Nordostflanke des Larsen-Gletschers oberhalb der Terra Nova Bay.
Vittorio Libera untersuchte den See bei einer von 1988 bis 1989 durchgeführten italienischen Antarktisexpedition. Er benannte ihn nach Edgardo „Gardo“ Baldi (1899–1951), dem ersten Leiter des ersten Instituts für Hydrobiologie in Italien.